# Зенкевич Лев Олександрович
Зенке́вич Лев Олекса́ндрович (4 (16) червня 1889, Царев — 20 червня 1970, Москва) — радянський океанолог, зоолог і гідробіолог, творець радянської біологічної океанології. Завідувач кафедри зоології та порівняльної анатомії безхребетних МДУ (1930—1970), завідувач Лабораторії бентосу Інституту океанології АН СРСР (1948—1970). Доктор біологічних наук (1935), член-кореспондент АН СРСР (1953), дійсний член Академії наук СРСР (1968). Лауреат Сталінської премії, почесний член Географічного товариства.

## Біографія
Лев Олександрович народився 16 червня (4 червня за старим стилем) 1889 року в селі Цареві Астраханської губернії Російської імперії в родині ветеринарного лікаря. Навчався в Тверській класичної гімназії (1 і 2 класи разом з майбутнім академіком Андрієм Туполєвим), потім в Оренбурзькій класичної гімназії, яку закінчив 1908 року.
Вступив на юридичний факультет Московського університету, але 1911 року був виключений за участь у студентських заворушеннях. 1912 року екстерном закінчив юридичний факультет і поступив на природниче відділення фізико-математичного факультету. Перебуваючи на навчальній практиці 1914 року в Мурманську, він вперше познайомився з морською фауною, що визначило його подальший науковий інтерес. 1916 року Зенкевич закінчив Московський університет і був залишений для підготовки до професорського звання. Перебуваючи на посаді понадштатного асистента з зоології, 1917 року брав участь в експедиції на озеро Байкал.
1920 року брав участь у складі Північної науково-промислової експедиції, а 1921 року в експедиції Плавучого морського інституту (до створення якого мав безпосереднє відношення) на Баренцовому морі — пізніше перетворений на Інститут океанографії. З 1925 року приват-доцент Московського університету, читав курси із зоології безхребетних.
1930 року очолив кафедру загальної зоології, а 1931 — кафедру зоології безхребетних біологічного факультету Московського університету. У 1930-ті роки на першому радянському дослідному судні «Персей» здійснює наукові експедиції в Баренцевому, Білому і Карському морях, був начальником 6-ти з них.
Починаючи з 1932 року Зенкевич разом з співробітниками Всесоюзного інституту рибного господарства і океанографії почав масштабну роботу з вивчення бентосу Каспійського і Азовського морів. За результатами роботи було прийнято рішення щодо заселення Каспійського моря мешканцями Азовського: нереїсом і молюском синдесмією. Перевезення почалися 1939 року і дали швидкий результат, переселенці стали улюбленим кормом осетрових.
1935 року рішенням ВАК Наркомосу РРФСР Зенкевич був затверджений у вченому ступені доктора біологічних наук та звання професора без захисту наукової дисертації.
Був ініціатором створення Біломорської біологічної станції Московського державного університету, 10 серпня 1938 року організована ним експедиція студентів на чолі з аспірантом К. А. Воскресенським встановила заявочний стовп на березі Великої Салми на узбережжі Кандалакської затоки.
З 1948 року Л. О. Зенкевич став завідувачем лабораторією бентосу Інституту океанології імені П. П. Ширшова. У 1949—1969 роках керував численними далекими океанськими експедиціями на дослідних суднах «Витязь» (1949, 1950, 1953, 1966) і «Академік Курчатов» (1968).
Намагався залишатися поза політикою і не був членом КПРС. 1955 року підписав «Лист трьохсот».
Помер Зенкевич Лев Олександрович 20 червня 1970 року в Москві. Похований на Новодівичому кладовищі.

## Участь у наукових і громадських організаціях
Л. О. Зенкевіч був головою Океанографічної комісії при Президії Академії наук СРСР (1951—1970), головою Всесоюзного гідробіологічного товариства (1954—1970), віце-президентом Московського товариства випробувачів природи (1950—1970), головним редактором створеного за його ініціативою журналу «Океанология» (1960—1970), членом редколегій низки вітчизняних та зарубіжних наукових журналів.
Був обраний почесним доктором Марсельського університету (1960) і Англійської морської біологічної асоціації (1959), членом Данського природничо-наукового товариства (1957), членом вченої ради Французького океанографічного інституту, членом Академії зоології в Агрі (Індія, 1960) та членом-кореспондентом Морської біологічної асоціації Індії, членом Сербської академії наук і мистецтв (1947), членом-кореспондентом Лімського географічного товариства (Перу, 1968).

## Нагороди і відзнаки
- 1945 — Медаль «За доблесну працю у Великій Вітчизняній війні 1941—1945 рр.»[4].
- 1948 — Медаль «В пам'ять 800-річчя Москви».
- 1951 — Сталінська премія II ступеня[2][3].
- 1953 — Орден Леніна[2].
- 1954 — Ломоносівська премія II ступеня Московського університету — за спільну з Бірштейном Я. А. працю «Дослідження фауни Курило-Камчатської западини»[4].
- 1954 — премія Московського товариства дослідників природи — за акліматизаційні роботи в Каспійському морі.
- 1956 — Золота медаль імені Ф. П. Літке Географічного товариства СРСР — за працю «Моря СРСР, їх фауна і флора».
- 1959 — Золота медаль «Пам'яті Альберта I Монакського Принца» — найвища нагорода Французького Океанографічного інституту.
- 1961 — Орден Трудового Червоного Прапора[2].
- 1965 — Ленінська премія — за працю «Біологія морів СРСР»[2][3].
- 1969 — Орден Леніна[2].

## Пам'ять
Ім'ям Льва Олександровича Зенкевич названо багато видів і родів морських тварин різних систематичних груп, у тому числі рідкісний глибоководний бассоцет Зенкевича (Bassozetus zenkevitchi Rass), що мешкає в Курило-Камчатської западині.

## Наукові праці
Зенкевич Лев Олександрович разом із В. Г. Богоровим розробив вчення про біологічну структуру океану, впровадив кількісні методи в морські біологічні і біогеографічні дослідження. Своїми працями підтримував уявлення про древність глибоководної фауни океану. Активно займався питаннями методології морської біогеографії, а також акліматизації морських риб і безхребетних в морях СРСР. Створив теорію еволюції морської фауни, дав кількісну оцінку бентосу, зв'язку геологічної і біологічної історії океану; розробив багато питань біогеографії морів СРСР. Цікавився біологією північних морів; екологією морських червиць і організмів, що утворюють обростання; літораллю.
Зенкевич Лев Олександрович був редактором багатьох томів праць інституту океанології АН СРСР, багатотомних видань «Керівництво із Зоології», «Життя тварин», монографії «Тихий океан». Автор понад 300 наукових статей, 10 книг і підручників присвячених морфології й порівняльної анатомії безхребетних, зоогеографії, морській біоценології, вивченню глибоководної фауни, акліматизації морських тварин, що правлять за корм рибам.
- (рос.) Зенкевич Л. А. Некоторые моменты зоогеографии Северного Полярного бассейна в связи с вопросом о его палеогеографическом прошлом // Зоологический журнал, 1933. Т. 12, вып. 4. — С. 17–34.
- (рос.) Зенкевич Л. А. Фауна и биологическая продуктивность моря. — М.-Л. : Советская наука. — Т. 1 : Мировой океан. — 1951. — 507 с.
- (рос.) Зенкевич Л. А., Бирштейн Я. А., Карпевич А. Ф. Первые успехи реконструкции фауны Каспийского моря // Зоологический журнал. 1945. Т. 24, вып. 1. — С. 25–31.
- (рос.) Зенкевич Л. А. Фауна и биологическая продуктивность моря. — М.-Л. : Советская наука. — Т. 2 : Моря СССР, их фауна и флора. — 1947. — 588 с.
- (рос.) Зенкевич Л. А. О задачах, объекте и методе морской биогеографии // Зоологический журнал, 1947. Т. 26, вып. 3. — С. 201—220.
- (рос.) Зенкевич Л. А. Биологическая структура океана // Зоологический журнал, 1948. Т. 27, вып. 2. — С. 113—124.
- (рос.) Зенкевич Л. А. Некоторые проблемы биогеографии моря как части общей географии // Вопросы географии. 1951. Сб. 24. — С. 234—250.
- (рос.) Зенкевич Л. А., Бирштейн Я. А., Беляев Г. М. Исследования донной фауны Курило-Камчатской впадины // Труды Института океанологии АН СССР. 1955. Т. 12. — С. 345—381.
- (англ.) Zenkevitch L. A., Birstein Y. A. Studies of the deep-water fauna and related problems // Deep-Sea Res. 1956. Vol. 4. P. 54–64.
- (рос.) Зенкевич Л. А. Биология морей СССР. — М. : Издательство АН СССР, 1963. — 740 с.
- (англ.) Zenkevitch L. A. Biology of the seas of the USSR. — N. Y. : Wiley-Interscience, 1963. — 955 p.
- (рос.) Зенкевич Л. А. О древности океана и о значении в решении этого вопроса истории морской фауны // Океанология. 1966. Т. 6, вып. 2. — С. 195—207.
- (рос.) Зенкевич Л. А. Избранные труды. — М. : Наука, 1977. — Т. 1 : Биология северных и южных морей СССР. — 340 с. ; Т. 2 : Биология океана. — 244 с.
- (рос.) Зенкевич Л. А. Происхождение и древность глубоководной фауны // Тихий Океан. Т. 7. Биология Тихого океана. Кн. 2. Глубоководная донная фауна. Плейстон / под. ред. Л. А. Зенкевича. — М. : Наука, 1969. — C. 235—263.